# فرد شاوب
فرد شاوب (انگلیسی: Fred Schaub; ۲۸ اوت ۱۹۶۰ – ۲۲ آوریل ۲۰۰۳) بازیکن فوتبال اهل آلمان بود.
از باشگاه‌هایی که در آن بازی کرده‌است می‌توان به باشگاه فوتبال هانوفر ۹۶، باشگاه فوتبال گروتر فورث، باشگاه فوتبال بروسیا دورتموند، باشگاه فوتبال فرایبورگ، باشگاه فوتبال آینتراخت فرانکفورت و باشگاه فوتبال آدمیرا واکر مودلینگ اشاره کرد.